# Kamel Zaiem
Kamel Zaiem, né le 25 mai 1983 à Ras Jebel, est un footballeur international tunisien formé à l'Association sportive de l'Ariana.
Après être passé par les clubs de l'Espérance sportive de Tunis, du FK Partizan Belgrade et d'Al-Khor Sports Club, il signe un contrat le liant au Club sportif sfaxien pour deux saisons en 2009.

## Carrière
- 1995-juillet 2003 : Association sportive de l'Ariana (Tunisie)
- juillet 2003-juillet 2008 : Espérance sportive de Tunis (Tunisie)
- juillet 2008-janvier 2009 : FK Partizan Belgrade (Serbie)
- janvier-juillet 2009 : Al-Khor Sports Club (Qatar)
- juillet 2009-septembre 2011 : Club sportif sfaxien (Tunisie)
- septembre 2011-juillet 2012 : ENPPI Club (Égypte)
- juillet 2012-janvier 2015 :  Club athlétique bizertin (Tunisie)

## Palmarès
- Coupe nord-africaine des vainqueurs de coupe : 2009
- Championnat de Tunisie : 2003, 2004, 2006
- coupe de Tunisie : 2006, 2007